# Synagoga w Kcyni
Synagoga w Kcyni – nieistniejąca synagoga, która znajdowała się w Kcyni.
Synagoga została zbudowana w XIX wieku. 1 listopada 1932 roku miejscowa gmina żydowska została oficjalnie rozwiązana i od tego czasu nabożeństwa odbywały się w niej coraz rzadziej. Podczas II wojny światowej, w nocy z 16 na 17 września 1939 roku synagoga została spalona przez hitlerowców. Następnego dnia o ten czyn zostali oskarżeni miejscowi Żydzi, co było pretekstem do ich rozstrzelania. Po zakończeniu wojny budynek nie został odbudowany.